# Theis-Verfahren
Das Theis-Verfahren ist eine Methode der Hydrogeologie zur Bestimmung der Transmissivität und des Speicherkoeffizienten eines Grundwasserleiters. Es basiert auf der Durchführung eines Pumpversuches unter instationären Strömungsverhältnissen. Dabei wird aus einem Brunnen mit konstanter Rate Wasser entnommen und in einer passenden Grundwassermessstelle die Absenkung des Grundwasserspiegels im Verlauf der Zeit gemessen. Aus den Absenkungsraten lassen sich dann Rückschlüsse über die Eigenschaften des Grundwasserleiters treffen. Ein auf dem Theis-Verfahren aufbauendes Verfahren ist das Geradlinienverfahren von Cooper und Jacob.
Das Verfahren ist nach Charles Vernon Theis benannt, der die zugrundeliegenden Gleichungen 1935 veröffentlichte.

## Rahmenbedingungen
Das Theis-Verfahren basiert auf den Annahmen, dass ein vollkommener Brunnen mit vernachlässigbarem Durchmesser in gespanntem Grundwasser gegeben ist. Für den Grundwasserleiter soll gelten:
1. er liegt horizontal
2. er ist von unendlicher Ausdehnung mit konstanter Mächtigkeit
3. er ist homogen und isotrop.
4. vor Beginn des Pumpversuchs ist der Druckspiegel horizontal

Für den Pumpversuch wird nun mit konstanter Förderrate Wasser aus dem Brunnen entnommen und in einer oder mehrerer Grundwassermessstelle die Absenkung des Wasserstandes im Verlauf der Zeit gemessen. Mit diesen Messdaten kann dann auf den Speicherkoeffizient, den Durchlässigkeitsbeiwert und die Transmissivität geschlossen werden.
Es sei
- {\displaystyle Q} die Förderrate des Brunnens in Kubikmeter pro Sekunde
- {\displaystyle S} der Speicherkoeffizient des Grundwasserleiters
- {\displaystyle k_{f}} der Durchlässigkeitsbeiwert des Grundwasserleiters in Meter pro Sekunde
- {\displaystyle h_{M}} die Mächtigkeit des Grundwasserleiters in Metern
- {\displaystyle T=k_{f}\cdot h_{M}} die Transmissivität des Grundwasserleiters in Quadratmeter pro Sekunde
- {\displaystyle t} die Zeit seit Beginn des Pumpversuchs in Sekunden
- {\displaystyle r} der Abstand (Luftlinie) vom Brunnen in Metern
- {\displaystyle h_{s}(r,t)} die Grundwasserabsenkung im Abstand {\displaystyle r} vom Brunnen nach der Zeit {\displaystyle t} in Metern

## Die Theis-Brunnenfunktion
Zur kompakteren Darstellung der analytischen Zusammenhänge wird eine Hilfsvariable {\displaystyle u} und eine Hilfsfunktion {\displaystyle W(u)} eingeführt. Die Hilfsvariable {\displaystyle u} wird dabei definiert als
{\displaystyle {\begin{aligned}u=u(r,t)&={\frac {r^{2}\cdot S}{4\cdot k_{f}\cdot h_{M}\cdot t}}\\&={\frac {r^{2}\cdot S}{4\cdot T\cdot t}}\end{aligned}}}.
Die Hilfsfunktion {\displaystyle W(u)} wird als (Theis-)Brunnenfunktion bezeichnet und ist gegeben als die unendliche Reihe
{\displaystyle {\begin{aligned}W(u)&=-\gamma -\ln(u)+\sum _{j=1}^{\infty }(-1)^{j+1}{\frac {u^{j}}{j\cdot j!}}\\&=-\gamma -\ln(u)+u-{\frac {u^{2}}{2\cdot 2!}}+{\frac {u^{3}}{3\cdot 3!}}-{\frac {u^{4}}{4\cdot 4!}}+\cdots \end{aligned}}}.
Hierbei ist {\displaystyle \gamma \approx 0{,}5772} die Euler-Mascheroni-Konstante.
Für die Anwendung werden die Werte der Theis-Brunnenfunktion für gegebene {\displaystyle u} einer Tabelle entnommen.

## Analytische Aussage
Unter den oben genannten Bedingungen gilt für die Grundwasserabsenkung {\displaystyle h_{\text{s}}} nach der Zeit {\displaystyle t} im Abstand {\displaystyle r} vom Brunnen
{\displaystyle {\begin{aligned}h_{\text{s}}(r,t)&={\frac {Q}{4\pi \cdot k_{f}\cdot h_{M}}}\cdot W(u)\\&={\frac {Q}{4\pi \cdot T}}\cdot W(u)\end{aligned}}}. (1)
Stellt man nach der Transmissivität um, so erhält man
{\displaystyle T={\frac {Q}{4\pi \cdot h_{\text{s}}(r,t)}}\cdot W(u)}. (2)
Für den Speicherkoeffizient erhält man dann
{\displaystyle S={\frac {4T\cdot t\cdot u}{r^{2}}}}. (3)

## Auswertung

### Vorgehen
In der Anwendung ist man meist an einer Bestimmung der Transmissivität und des Speicherkoeffizienten bestimmt. Dies ist aber nicht direkt möglich, da {\displaystyle T} sowohl in der Brunnenfunktion als auch außerhalb dieser vorkommt. Daher wird ein graphisches Verfahren verwendet. Dafür werden zuerst die Werte der Brunnenfunktion (y-Achse) auf durchsichtiges doppeltlogarithmischen Papier gegen die Werte von {\displaystyle {\frac {1}{u}}} (x-Achse) aufgetragen. Die Werte von {\displaystyle W(u)} werden dabei wie oben bereits erwähnt einer Tabelle entnommen. Die so entstandene Kurve wird als Theis-Typkurve oder Theis-Standardkurve bezeichnet.
In einem zweiten Schritt werden die Ergebnisse des Pumpversuchs ebenfalls auf doppeltlogarithmisches Papier eingezeichnet. Dabei wird auf der x-Achse {\displaystyle {\frac {t}{r^{2}}}} gegen {\displaystyle h_{s}(r,t)} auf der y-Achse aufgetragen.
Im dritten Schritt legt man die Theis-Typkurve über die Datenkurve. Durch verschieben der Theis-Typkurve entlang der Achsen wird diese auf einem möglichst großen Abschnitt mit der Datenkurve zur Deckung gebracht. Die Verschiebung der Theis-Typkurve gegenüber der Datenkurve entlang der x-Achse entspricht dann {\displaystyle \log _{10}\left({\frac {S}{4T}}\right)}, die Verschiebung entlang der y-Achse entspricht {\displaystyle \log _{10}\left({\frac {Q}{4\pi T}}\right)}.
Zur exakteren Auswertung wählt man einen sogenannten match point aus dem überlappenden Bereich aus und liest dort {\displaystyle W_{0}(u)}, {\displaystyle {\tfrac {1}{u_{0}}}} auf dem Blatt der Theis-Typkurve sowie die Absenkung {\displaystyle h_{s}} und {\displaystyle {\tfrac {t}{r^{2}}}} ab auf dem Blatt der Datenkurve ab. Der gewählte Punkt selbst muss dabei nicht auf der Kurve liegen.
Aus den so Bestimmten Koordinaten bestimmt sich die Transmissivität durch
{\displaystyle T={\frac {Q}{4\pi }}\cdot {\frac {h_{s}}{W_{0}(u)}}}
und darauf aufbauend der Speicherkoeffizient als
{\displaystyle S=4T\cdot {\frac {t}{r^{2}}}\cdot u_{0}}

### Herleitung
Logarithmiert man Gleichungen (1) und (3), so erhält man
{\displaystyle \log _{10}(h_{s}(u))=\underbrace {\log _{10}\left({\frac {Q}{4\pi \cdot T}}\right)} _{\text{konstant}}+\log _{10}(W(u))}
und
{\displaystyle \log _{10}\left({\frac {t}{r^{2}}}\right)=\underbrace {\log _{10}\left({\frac {S}{4T}}\right)} _{\text{konstant}}+\log _{10}\left({\frac {1}{u}}\right)}
Die beiden unterklammerten Terme bleiben im Laufe des Pumpversuches konstant. Trägt man die Ergebnisse des Pumpversuches wie oben beschrieben auf doppeltlogarithmisches Papier auf, so haben die Konstanten keinerlei Einfluss auf die Steigung, sondern lediglich auf die vertikale und auf die horizontale Verschiebung der Datenkurve gegenüber der Theis-Typkurve.